# Річка Саржина Криниця
Річка Саржина Криниця  — річка в центральній частині Хорошеве. Права притока річки Уда. Вперше згадується на плані 1785 року.
На честь цієї річки в наші дні була названа громадська організація.

## Характеристика річки
Річка починається з джерела у кінці вулиці Шевченка,а потім утворює ставок, до якого також впадає декілька приток. 
Потім тече у глибокому яру уздовж провулка Миру, а потім протікає під мостом на вул. Миру. Далі протікає на луках і впадає у р. Уда.